# Godlevskit
Godlevskit (auch Godlewskit, IMA-Symbol Go) ist ein selten vorkommendes Mineral aus der Mineralklasse der „Sulfide und Sulfosalze“ mit der idealisierten chemischen Zusammensetzung (Ni,Fe)9S8 und damit chemisch gesehen ein Nickel-Eisen-Sulfid. Nickel und Eisen können sich dabei in der Formel jeweils gegenseitig vertreten (Substitution, Diadochie), stehen jedoch immer im selben Mengenverhältnis zum Schwefelanteil.
Godlevskit kristallisiert im orthorhombischen Kristallsystem, konnte jedoch bisher nur in Form von körnigen und meist komplex verzwillingten Kristallen bis etwa einem Millimeter Größe sowie körniger Aggregate gefunden werden. Die Farbe der undurchsichtigen Kristalle gleicht einem bronzeähnlichen Gelb mit Metallglanz auf den Oberflächen. In polierten Dünnschliffen ist er eher hellgelb.

## Etymologie und Geschichte
Erstmals entdeckt wurde Godlevskit in der Kupfer-Nickel-Lagerstätte zwischen Norilsk und Talnach (englisch Talnakh) in Russland (Ostsibirien). Die Analyse und Erstbeschreibung erfolgte durch E. A. Kulagow, T. L. Jewstignejewa und O. Je. Juschko-Sacharowa (russisch Э. А. Кулагов, Т. Л. Евстигнеева, О. Е. Юшко-Захарова), die das Mineral nach dem russischen Geologen Michaila Nikolajewitscha Godlewskogo (russisch Михаила Николаевича Годлевского; 1902–1984) benannten.
Kulagow, Jewstignejewa und Juschko-Sacharowa sandten ihre Untersuchungsergebnisse und den gewählten Namen 1968 zur Prüfung an die International Mineralogical Association (interne Eingangs-Nr. der IMA: 1968-032), die den Godlevskit als eigenständige Mineralart anerkannte. Die Publikation der Erstbeschreibung folgte ein Jahr später im russischen Fachmagazin Геология Рудных Месторождений (deutsche Transkription: Geologija Rudnych Mestoroschdeni). Die Anerkennung des Minerals wurde 1970 mit der Publikation der New mineral names im englischsprachigen Fachmagazin American Mineralogist bestätigt.

## Klassifikation
In der veralteten 8. Auflage der Mineralsystematik nach Strunz ist der Godlevskit noch nicht verzeichnet.
Im zuletzt 2018 überarbeiteten und aktualisierten „Lapis-Mineralienverzeichnis“ nach Stefan Weiß, das sich aus Rücksicht auf private Sammler und institutionelle Sammlungen noch nach dieser alten Form der Systematik von Karl Hugo Strunz richtet, erhielt das Mineral die System- und Mineral-Nr. II/B.17-020. In der Lapis-Systematik entspricht dies der Klasse der „Sulfide und Sulfosalze“ und dort der Abteilung „Sulfide, Selenide und Telluride mit dem Stoffmengenverhältnis Metall : S,Se,Te > 1 : 1“, wo Godlevskit zusammen mit Horomanit, Kharaelakhit, Mackinawit, Samaniit und Sugakiit die unbenannte Gruppe II/B.17 bildet.
Die von der International Mineralogical Association (IMA) verwendete 9. Auflage der Strunz’schen Mineralsystematik ordnet den Godlevskit ebenfalls in die Klasse der „Sulfide und Sulfosalze“ und dort in die Abteilung der „Metallsulfide, M : S > 1 : 1 (hauptsächlich 2 : 1)“ ein. Diese Abteilung ist allerdings weiter unterteilt nach den in der Verbindung vorherrschenden Metallen, so dass das Mineral entsprechend seiner Zusammensetzung in der Unterabteilung „mit Nickel (Ni)“ zu finden ist, wo es als einziges Mitglied die unbenannte Gruppe 2.BB.15b bildet.
Auch die vorwiegend im englischen Sprachraum gebräuchliche Systematik der Minerale nach Dana ordnet den Godlevskit in die Klasse der „Sulfide und Sulfosalze“ und dort in die Abteilung der „Sulfidminerale“ ein. Hier ist er als einziges Mitglied in der unbenannten Gruppe 02.07.04 innerhalb der Unterabteilung der „Sulfide – einschließlich Seleniden und Telluriden – mit der Zusammensetzung AmBnXp, mit (m+n):p=9:8“ zu finden.

## Kristallstruktur
Godlevskit kristallisiert orthorhombisch in der Raumgruppe C222 (Raumgruppen-Nr. 21) mit den Gitterparametern a = 9,34 Å; b = 11,22 Å und c = 9,43 Å sowie 4 Formeleinheiten pro Elementarzelle.

## Bildung und Fundorte
Godlevskit bildet sich entweder in Hydrothermaladern oder in Peridotiten zusammen mit anderen Nickelsulfiden. Begleitminerale sind unter anderem Bornit, Chalkopyrit, Heazlewoodit, Magnetit, Millerit, Pentlandit, Pyrit und Pyrrhotin.
Als seltene Mineralbildung konnte Godlevskit bisher (Stand: 2012) nur an wenigen Fundorten nachgewiesen werden, wobei rund 20 Fundorte als bekannt gelten. Neben seiner Typlokalität Norilsk-Talnach fand sich das Mineral in Russland bisher nur noch im Yoko-Dovyrensky Massiv nahe dem Baikalsee in der Republik Burjatien.
Fundorte sind unter anderem Mount Clifford in Westaustralien, Dobromirtsi bei Goze Deltschew in Bulgarien, die Jianchaling-Goldlagergstätte im Kreis Mian in China, Qeqertarsuatsiaat in Grönland, die „Fukumaki Mine“ bei Kudamatsu in Japan, die „Texmont Mine“ bei Timmins und die „Orford Nickel Mine“ bei Saint-Denis-de-Brompton (Le Val-Saint-François) in Kanada, in der Bou-Azzer-Mine nahe Tazenakht in der marokkanischen Provinz Ouarzazate, das Braszowice-Brzeźnica-Massiv nahe Ząbkowice Śląskie (deutsch: Frankenstein) in Polen, die „New Amianthus Mine“ bei Barberton in Südafrika, die „Dağküplü Mine“ und die „Kavak Mine“ bei Eskişehir in der Türkei sowie bei Moapa im Clark County (Nevada) in den Vereinigten Staaten von Amerika (USA).